# Nierzostowo
Nierzostowo (kaszb. Jezoro Nierzostowò) – jezioro stanowi jedną z zachodnich zatok jeziora Raduńskiego Dolnego na obszarze Pojezierzu Kaszubskim w powiecie kartuskim (województwo pomorskie). Jezioro znajduje się na zachodnim skraju Kaszubskiego Parku Krajobrazowego i łączy się z pozostałym akwenem jezior Kółka Raduńskiego poprzez wąski przesmyk wodny ograniczony z dwóch stron przez półwyspy Hel (wysokość 32,2 m nad taflą jeziora, długość 1,6 km i szerokość 200 metrów) i Knycke (Kciuk) (wysokość 34 m nad taflą jeziora, długość 0,4 m i szerokość 200 metrów).
Ogólna powierzchnia: 22 ha, maksymalna głębokość: 10 m.